# Le jeu de la vérité

Le jeu de la vérité (br: O Jogo da Verdade) é um filme francês de 1961, do gênero supense, dirigido e estrelado por Robert Hossein.